# Yūji Yabu
Yūji Yabu (jap. 養父 雄仁 Yabu Yūji; ur. 24 maja 1984) – japoński piłkarz występujący na pozycji pomocnika. Obecnie występuje w V-Varen Nagasaki.

## Kariera klubowa
Od 2007 roku występował w klubach Kawasaki Frontale, Ventforet Kofu, Roasso Kumamoto i V-Varen Nagasaki.